# Brahim Ould Malha
Brahim Ould Malha (30 novembre 1976) è un ex calciatore mauritano, di ruolo attaccante.